# 8 Pułk Artylerii Ciężkiej (PSZ)
8 Pułk Artylerii Ciężkiej (8 pac) – oddział artylerii ciężkiej Polskich Sił Zbrojnych w ZSRR.

## Formowanie i zmiany organizacyjne
Pułk był formowany od stycznia 1942 roku, w miejscowości Czokpak na terytorium ówczesnej Kazachskiej Socjalistycznej Republiki Radzieckiej, w składzie 8 Dywizji Piechoty. Oddział miał być wyposażony w sprzęt brytyjski i amerykański, lecz uzbrojenia nie otrzymał. Dowódcą jednostki był mjr Wojciech Kopel. Do czasu ewakuacji pułku z ZSRR w marcu 1942 roku nie osiągnął stanów etatowych i gotowości organizacyjnej liczył ok. 200 żołnierzy. W dniu 23 maja 1942 r. przetransportowany do Palestyny do miejscowości El-Khassa. 14 czerwca pułk został rozwiązany, większość żołnierzy została przetransportowana do Wielkiej Brytanii, gdzie zasilili oddziały 1 Korpusu Polskiego. Pozostała kadra pułku na Bliskim Wschodzie zasiliła 2 i 3 karpackie pułki artylerii lekkiej oraz 1 pułk artylerii ciężkiej II Korpusu Strzelców.

## Skład organizacyjny
Dowództwo pułku
- bateria dowodzenia (sztabową)
- 1 dywizjon artylerii ciężkiej
- 2 dywizjon artylerii ciężkiej